# Đinh Mạnh Hùng
Đinh Mạnh Hùng (1932-2018), nguyên là một tướng lĩnh Hải quân của Quân lực Việt Nam Cộng hòa, cấp bậc Phó Đề Đốc. Ông xuất thân từ trường Sĩ quan Hải quân do Quân đội Quốc gia thành lập tại Duyên hải miền Trung Việt Nam trên cơ sở cũ của Hải quân Pháp. Thời gian tại ngũ, ông đã phục vụ trong Quân chủng Hải quân của Quân đội Quốc gia, tiếp đến là Quân đội Việt Nam Cộng hòa và sau cùng là Quân lực Việt Nam Cộng hòa cho đến cuối tháng 4 năm 1975.

## Tiểu sử & Binh nghiệp
Ông sinh vào tháng 11 năm 1932 trong một gia đình khá giả tại Hà Nội. Tốt nghiệp Trung học chương trình Pháp tại Hà Nội với văn bằng Tú tài bán phần (Part I). Giữa năm 1952, ông thi vào học và tốt nghiệp ở trường Hàng hải Thương thuyền (École Marine Marchande) của Pháp tại Sài Gòn.

### Quân đội Quốc gia Việt Nam
Cuối tháng 10 năm 1952, ông tình nguyện nhập ngũ vào Quân đội Quốc gia và được chuyển thẳng từ ngành Hàng hải Thương thuyền sang Lực lượng Hải quân, mang số quân: 52/700.005. Theo học khóa 2 tại trường Sĩ quan Hải quân Nha Trang, khai giảng ngày 1 tháng 11 năm 1952. Tháng 5 năm 1953 mãn khóa tốt nghiệp Thủ khoa với cấp bậc Hải quân Thiếu úy thuộc ngành chỉ huy. Ra trường, ông được điều đến phục vụ tại Hải đoàn 24 Xung phong ở Nam Định.

### Quân đội Việt Nam Cộng hòa
Đầu năm 1955, ông được cử làm Hạm phó Giang pháo hạm Hải quân. Cũng trong năm này, sau khi nền Đệ nhất Việt Nam Cộng hòa ra đời và Quân đội Quốc gia được đổi tên thành Quân đội Việt Nam Cộng hòa, ông được thăng cấp Hải quân Trung úy và giữ chức vụ Chỉ huy trưởng Giang đoàn 25 Xung phong đầu tiên khi Hải quân Pháp chuyển giao lại cho Hải quân Việt Nam. Ở chức vụ này ông đã trực tiếp cùng đơn vị tham dự chiến dịch Đinh Tiên Hoàng do Đại tá Dương Văn Đức làm Chỉ huy trưởng. Kế tiếp, tham dự chiến dịch Hoàng Diệu do Đại tá Dương Văn Minh làm Chỉ huy trưởng. Chiến dịch kết thúc vào tháng 10 cùng năm. Tháng 12 cuối năm, ông được lệnh bàn giao Giang đoàn 25 lại cho Hải quân Đại úy Lê Thanh Truyền.
Ngày Quốc khánh Đệ nhất Cộng hòa 26 tháng 10 năm 1958, ông được thăng cấp Hải quân Đại úy tại nhiệm và được giao nhiệm vụ nhận lãnh Trục lôi hạm Chương Dương II HQ-115 do Hải quân Hoa Kỳ chuyển giao lại cho Hải quân Việt Nam Cộng hòa. Cuối tháng 10 năm 1961, ông được thăng cấp Hải quân Thiếu tá giữ chức vụ Quyền Tham mưu trưởng tại Bộ tư lệnh Hải quân. Giữa năm 1962, ông được chỉ định làm Chỉ huy trưởng Hải Lực.
Đầu tháng 1 năm 1963, ông được cử làm Tham mưu trưởng cuộc Hành quân Sóng Tình Thương tái chiếm và bình định khu vực Năm Căn, Cà Mau do Hải quân Đại tá Hồ Tấn Quyền đương nhiệm Tư lệnh Hải quân làm Chỉ huy trưởng.
Ngày Quân lực 19 tháng 6 năm 1965, ông được thăng cấp Hải quân Trung tá và được cử đi du học lớp Chỉ huy Tham mưu tại trường Cao đẳng Hải chiến Hoa Kỳ ở Newport, Rhode Island. Tháng 7 năm 1966, mãn khóa Hải chiến trở về nước ông được bổ nhiệm làm Chỉ huy trưởng Trung tâm Huấn luyện Hải quân Nha Trang thay thế Hải quân Thiếu tá Bùi Hữu Thư.
Đầu tháng 3 năm 1969, nhận lệnh bàn giao chức Chỉ huy trưởng Trung tâm Huấn luyện lại cho Hải quân Trung tá Khương Hữu Bá. Ngay sau đó ông được thăng cấp Hải quân Đại tá giữ chức phụ tá Tư lệnh Hải quân đặc trách Hành quân Lưu động sông.
Ngày Quốc khánh Đệ nhị Cộng hòa 1 tháng 11 năm 1972, ông được thăng cấp Phó Đề đốc, cấp bậc Chuẩn tướng, được cử giữ chức vụ Chỉ huy trưởng Bộ Chỉ huy Hành quân Lưu động sông. Đầu năm 1974, ông được bổ nhiệm chức vụ Tư lệnh Lực lượng Hành quân Lưu động sông.

## 1975
Đêm 29 tháng 4, ông di tản ra khơi rời khỏi Việt Nam trên Tuần dương hạm Trần Nhật Duật HQ-3 do Hải quân Trung tá Nguyễn Kim Triệu làm Hạm trưởng. Sau đó ông sang Hoa Kỳ định cư tại Fairfax thuộc Tiểu bang Virginia.
Ngày 22 tháng 11 năm 2018, ông từ trần tại nơi định cư, hưởng thọ 86 tuổi.

## Gia đình
- Phu nhân: Trịnh Thị Kim Ngân (1937-2003)